# Tábara Arriba
Tábara Arriba es un municipio de la República Dominicana, que está situado en la Provincia de Azua.

## Límites
Municipios limítrofes:
|                                             | Norte: Las Yayas de Viajama                         |                      |
| Oeste: Las Yayas de Viajama y Vicente Noble |                                                     | Este: Peralta y Azua |
|                                             | Sur: Vicente Noble, Jaquimeyes, Azua y Sabana Yegua |                      |

## Distritos municipales
Está formado por los distritos municipales de:
| Nombre        | Código   |
| ------------- | -------- |
| Tábara Arriba | 05020801 |
| Tábara Abajo  | 05020802 |
| Amiama Gómez  | 05020803 |
| Los Toros     | 05020804 |

## Economía
Tiene una producción principalmente agrícola, siendo los principales rubros café, tabaco y guandules. También, aunque en menor proporción, hay un cierto desarrollo de la ganadería vacuna. 
En la actualidad se está dando el fenómeno de una masiva emigración de sus pobladores hacia España, lo que ha contribuido al desarrollo del municipio a través del envío de remesas que esos dominicanos envían desde el extranjero.

## Cultura y folklore
Entre las manifestaciones culturales del pueblo destaca la celebración anual de las fiestas patronales, teniendo como patrón a San Miguel Arcángel. La misma es celebrada entre los días 21 y 30 de septiembre de cada año y en ella se escoge una joven como reina.
Es costumbre también que durante las fiestas se realicen intercambios deportivos entre los miembros de la comunidad. Son muy populares los atabales o fiestas de palos, días de vela y noches de vela. Estas consisten en cultos de sacrificio a los santos en la que se cantan los palos que no son otra cosa que tambores y cantos o salves acompañados de una guira y una maraca.

## Educación
El municipio posee dos centros educativos:
- Liceo Roque Feliz, construido entre los años 94-95 e iniciando docencia en marzo de 1995 con 68 estudiantes matriculados, 5 maestros y un director. Este centro educativo está equipado con un moderno centro de informática.
- Escuela primaria de Tábara Arriba, construida en el año 1972, en donde se imparte docencia desde el primero hasta el octavo grado en tandas vespertina y matutina.

El municipio cuenta también con un consejo de desarrollo y 37 promotores legales. Además los programas de alfabetización, escuelas radiofónicas y el programa de formación en la fe Juntos aprendemos más. Tiene además dos bibliotecas, un parque, dos iglesias, un ayuntamiento y un puesto de policía.

## Medios de transporte
El más usado en la actualidad es el Motoconcho, seguido por los minibuses de pasajeros que cubren la ruta Tábara-Azua y camiones de cargas para transporte de productos agrícolas hacia Santo Domingo y otras provincias del país.